# César Vigevani
César Eduardo Vigevani Martínez (ur. 30 sierpnia 1974 w Buenos Aires) – argentyński trener piłkarski.